# Barbouria cubensis

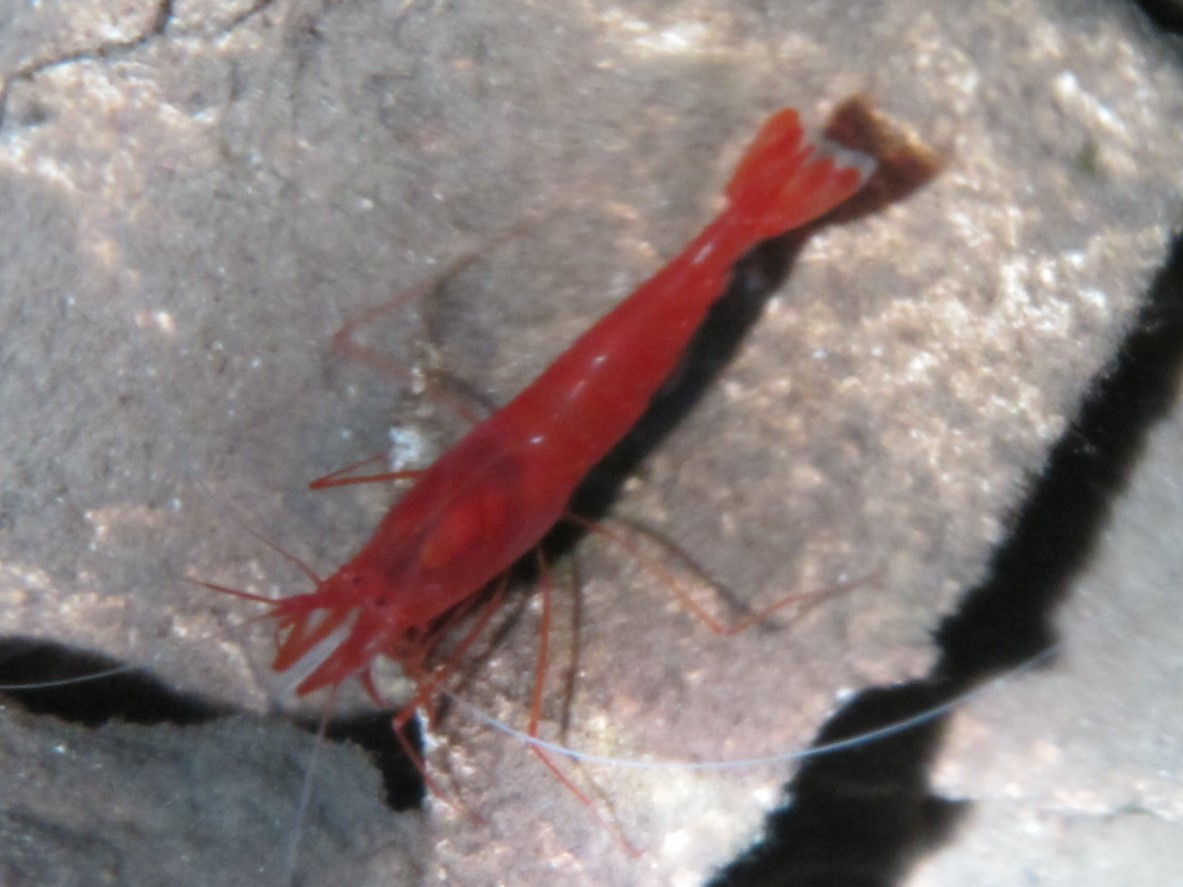
Imatge d'un especimen de Barbouria cubensis.

Barbouria cubensis és una espècie de crustaci decàpode de la família Barbouriidae, pròpia del Carib.

## Morfologia
Fa 12 mm de llargària. Té el cos arquejat. Els ulls no es troben coberts dorsalment per la closca. Presenta colors brillants, des d'un viu color vermell i taronja fins a un groc pàl·lid i crema. Té nombroses taques blanques petites que, exposades a la llum, canvien del color crema fins a una tonalitat rogenca. Les antenes i potes són de color blanc. Els mascles i femelles adults són indistingibles a primera vista.

## Hàbitat
Viu en coves de pedra calcària i llacunes d'aigua dolça obertes a la llum solar.

## Distribució geogràfica
Es troba a Bermuda, les illes Turks i Caicos, les Bahames, les illes Caiman, Cuba i Jamaica.